# Liam Churchill
Liam Churchill Sørensen (* 15. November 2000) ist ein dänischer Basketballspieler.

## Werdegang
Als Jugendlicher spielte Churchill in Hadsten, dann in der Nachwuchsabteilung der Bakken Bears. Im Februar 2019 gab er seinen Einstand in Bakkens Herrenmannschaft in der höchsten dänischen Spielklasse, Basketligaen. In der Saison 2019/20 weilte der 1,91 Meter große Aufbauspieler an einer Basketballakademie in Jindřichův Hradec (Tschechien), für deren Mannschaft GBA Lions J. Hradec er in der zweiten Liga des Landes spielte.
In der Sommerpause 2020 wechselte Churchill an die Idaho State University in die Vereinigten Staaten. Für die Hochschulmannschaft bestritt der Däne bis zum Ende der Saison 2021/22 insgesamt 40 Spiele mit einem Punktedurchschnitt von 6 je Begegnung. Im Juni 2022 gab der dänische Erstligist Horsens IC Churchills Verpflichtung bekannt.

### Nationalmannschaft
Für die dänische Herrennationalmannschaft bestritt Churchill im Juli 2022 sein erstes Länderspiel.

## Persönliches
Sein jüngerer Bruder Noah Churchill schlug ebenfalls eine Laufbahn im leistungsbezogenen Basketball ein.